# Paul Thümmel
Paul Thümmel, alias Voral, alias René, alias Docteur Hans Steinber, alias A.54, alias Franta, alias Eva notamment, né le 15 janvier 1902 et mort le 20 avril 1945, est un espion allemand de la Seconde Guerre mondiale.

## Biographie
Dignitaire du parti nazi, il choisit de faire carrière comme espion pour l'Abwehr. Il utilise les services tchécoslovaques pour informer les services britanniques. Il avertira directement les Français que les Allemands attaqueront en mai 1940 en contournant la ligne Maginot.
Il fait de nombreuses révélations à l'avance : agression contre la Tchécoslovaquie, la Pologne, l'URSS, informations sur la mise au point des V1. Arrêté, il est déporté à la Kleine Festung Theresienstadt, où il meurt fusillé en 1945.